# Mezinárodní letiště Košice
Mezinárodní letiště Košice (slovensky Medzinárodné letisko Košice, IATA: KSC, ICAO: LZKZ) je mezinárodní letiště v Košicích. Jedná se o druhé největší letiště na Slovensku podle počtu pasažérů a pravidelných linek. Nachází se v městské části Barca, 6 kilometrů jižně od centra města v nadmořské výšce 230 metrů nad mořem.
Rozloha letiště činí 3,5 km² a celková plocha terminálu pak 4456 m², z toho více než 3500 m² je vyhrazeno pro pasažéry. Největšími letouny schopnými zde přistát jsou Boeing 767, Boeing 787 a Airbus A310. V roce 2025 odsud vedou pravidelné lety do velkých letišť Evropy – Prahy, Vídně či Londýna.

## Historie

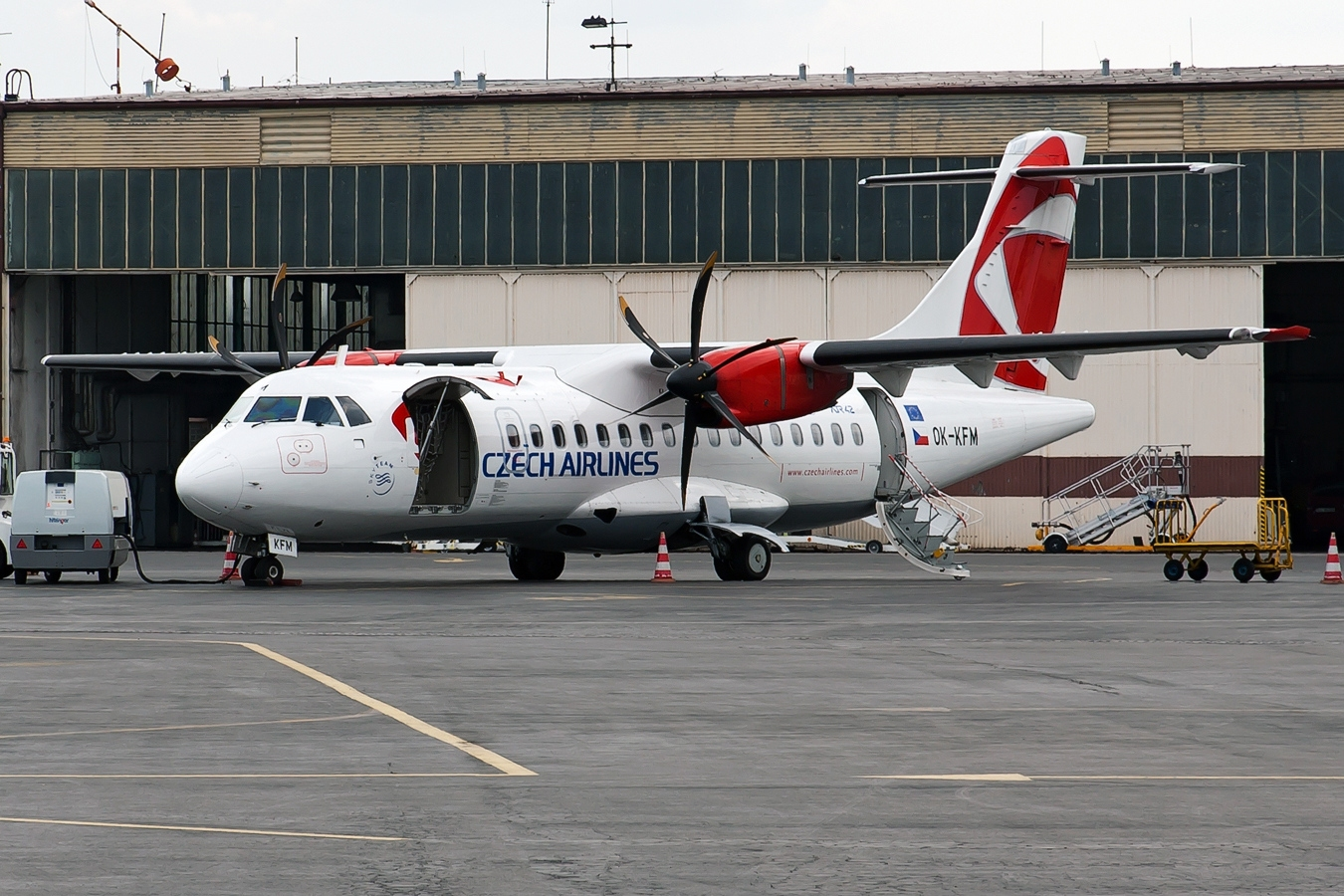
ATR 42 společnosti ČSA, které odsud létalo do Prahy

V roce 1920 bylo v Košicích zřízeno první vojenské letiště (nacházelo se blíže centru města), které sloužilo i civilním letadlům. Na současném místě bylo letiště postaveno mezi lety 1950–1955, kdy začala létat linka do Prahy, tzv. Východoslovenský expres. V roce 1959 byly do Košic přemístěny vojenské letecké školy. V letech 1974–1977 byla prodloužena vzletová a přistávací dráha o 1100 metrů na současných 3100 metrů, byl vylepšen světelný systém a elektrické vedení. Další rozsáhlá rekonstrukce drah a odbavovací plochy se uskutečnila v letech 1992-1993. Armáda Slovenské republiky přestala letiště využívat v roce 2004. V tomto roce byla také odevzdána do užívání nová budova terminálu pro cestující.
V roce 2004 vznikla obchodní společnost Letisko Košice - Airport Kosice, a.s., do které v roce 2006 vstoupil strategický partner Letiště Vídeň Schwechat.
V této době byly největší společností na letišti SkyEurope Airlines a to až do svého krachu na podzim 2009.
V roce 2013 otevřel svou první linku z Košic WizzAir. Jednalo se o destinaci Londýn-Luton, kam od té doby společnost stále létá. Z původních 2 rotací týdně se počet zvýšil až na jednu rotaci denně. Avšak již před koronavirovou krizí se počet letů začal postupně snižovat. V následujících letech společnost přidala i další destinace: Doncaster-Sheffield, Bristol a Milán-Bergamo. Všechny další linky mimo Londýn však byly postupně zrušeny.
V průběhu let nabízely pravidelné lety z Košic například ČSA, Turkish Airlines, Eurowings, LOT či Austrian Airlines.

## Aerolinie a destinace

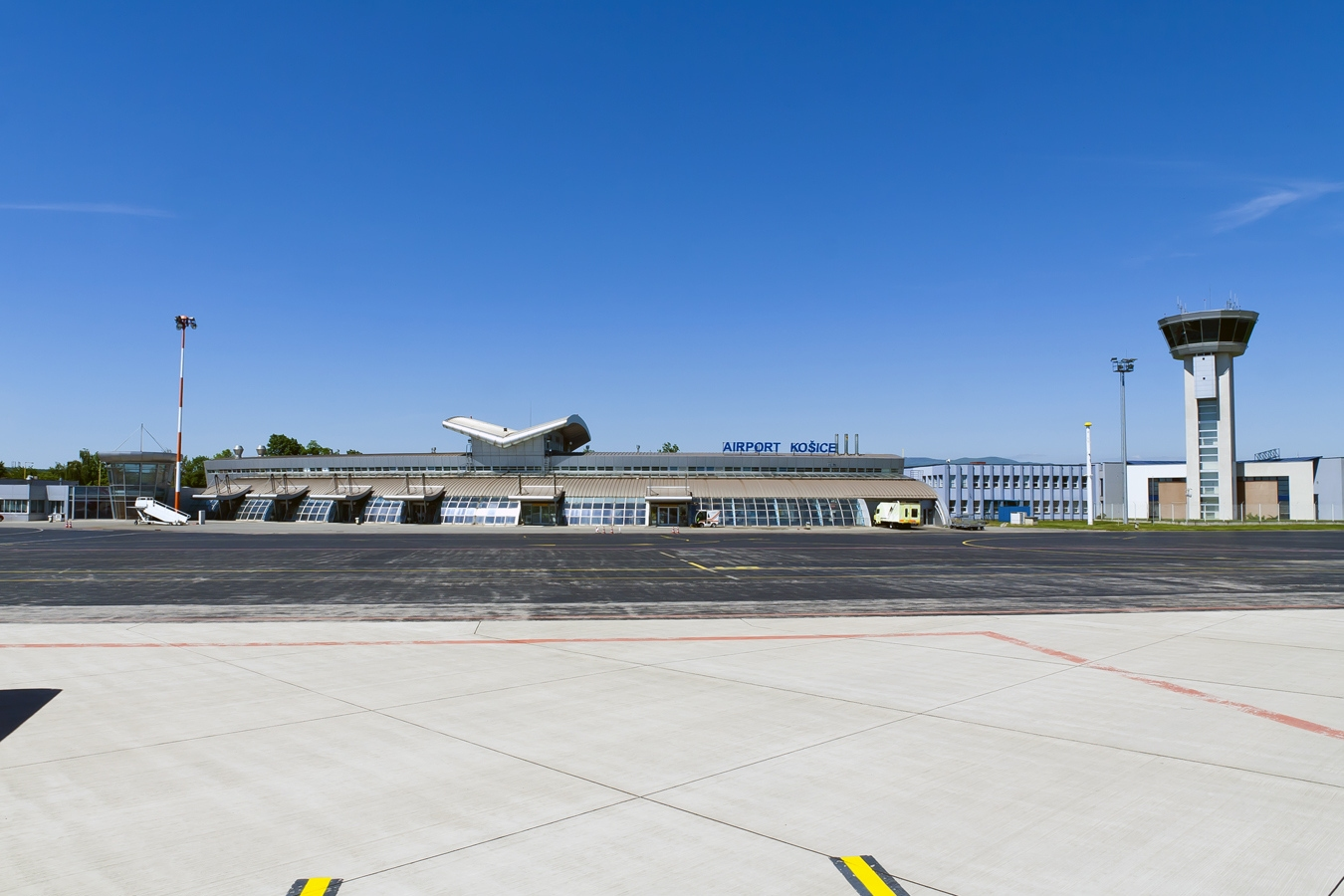
Terminál a řídící věž, 2011

Letecké společnosti létající pravidelně z Košic a jejich destinace (aktualizováno 15. července 2025). Kromě pravidelného provozu se v letní sezóně objevuje v Košicích množství charterových dopravců, například Bulgaria Air, Corendon Airlines, AirExplore a další.
| Letecká společnost | Destinace          | Destinace                   |
| ------------------ | ------------------ | --------------------------- |
| Austrian Airlines  | Rakousko           | Vídeň                       |
| LOT                | Polsko             | Varšava-Chopin              |
| Ryanair            | Česko              | Praha                       |
| Ryanair            | Chorvatsko         | Sezónně: Zadar              |
| Ryanair            | Irsko              | Dublin                      |
| Ryanair            | Spojené království | Liverpool · Londýn-Stansted |
| Swiss              | Švýcarsko          | Curych                      |
| Wizz Air           | Spojené království | Londýn-Luton                |

## Statistiky
Počet přepravených cestujících od roku 2004:
| Rok            | 2004    | 2005    | 2006    | 2007    | 2008    | 2009    | 2010    | 2011    | 2012    | 2013    |
| -------------- | ------- | ------- | ------- | ------- | ------- | ------- | ------- | ------- | ------- | ------- |
| Počet pasažérů | 231 410 | 269 885 | 343 818 | 443 448 | 590 919 | 352 460 | 266 858 | 266 143 | 235 754 | 237 165 |
| Změna          | –       | +17 %   | +27 %   | +29 %   | +33 %   | −40 %   | −24 %   | −0,3 %  | −11 %   | +0,6 %  |
| Rok            | 2014    | 2015    | 2016    | 2017    | 2018    | 2019    | 2020    | 2021    | 2022    | 2023    |
| Počet pasažérů | 356 750 | 410 449 | 436 696 | 496 708 | 542 026 | 558 064 | 97 382  | 168 742 | 542 864 | 625 053 |
| Změna          | +50 %   | +15 %   | +11 %   | +14 %   | +9 %    | +3 %    | -83 %   | +73 %   | +222 %  | +15%    |
| Rok            | 2024    |         |         |         |         |         |         |         |         |         |
| Počet pasažérů | 739 010 |         |         |         |         |         |         |         |         |         |
| Změna          | +18.2%  |         |         |         |         |         |         |         |         |         |